# Mario & Luigi (serie de jocuri)
Mario & Luigi este o serie de jocuri video dezvoltată de AlphaDream și distribuită de Nintendo. Cum AlphaDream a declarat faliment la 1 octombrie 2019, viitorul seriei este momentan incert.

## Lista jocurilor
| Titlul jocului                                              | Anul lansării | Consolă          |
| ----------------------------------------------------------- | ------------- | ---------------- |
| Mario & Luigi: Superstar Saga                               | 2003          | Game Boy Advance |
| Mario & Luigi: Partners in Time                             | 2005          | Nintendo DS      |
| Mario & Luigi: Bowser's Inside Story                        | 2009          | Nintendo DS      |
| Mario & Luigi: Dream Team                                   | 2013          | Nintendo 3DS     |
| Mario & Luigi: Paper Jam                                    | 2015          | Nintendo 3DS     |
| Mario & Luigi: Superstar Saga + Bowser's Minions            | 2017          | Nintendo 3DS     |
| Mario & Luigi: Bowser's Inside Story + Bowser Jr.'s Journey | 2018          | Nintendo 3DS     |